# Вулиця Поштова (Запоріжжя)
Вýлиця Поштова — вулиця у Олександрівському районі міста Запоріжжя.

## Історія
У радянські часи вулиця носила назву на честь письменника СРСР Максима Горького.
19 лютого 2016 року Запорізька міська рада перейменувала вулицю Горького на вулицю Поштову.